# チャールズ・チータット・ン
- チャールズ・チータット・ン
- チャールズ・ン・チータット
- チャールズ・イング

チャールズ・チータット・ン（Charles Ng Chi-Tat、1960年12月24日 - ）はアメリカ合衆国で多数の犯罪を犯したとして有罪判決を受けたイギリスのシリアルキラー。
共犯者であるレナード・レイクと共にカリフォルニア州サクラメントから60マイル離れたカラベラス郡のシエラネバダ山脈の麓にあるレイクの小屋で11人から25人の被害者をレイプし、拷問し、殺害したとされている。
1985年にカナダで強盗と武器所持の容疑で逮捕、勾留された後、アメリカとカナダの間で長い議論が続き、その後カリフォルニア州へ送還され、裁判を受け、11人を殺害した罪で有罪判決を受けた。
現在はサン・クエンティン州立刑務所に死刑囚として収監されている。

## 関連文献
- Owens, Gregg (2001). No Kill, No Thrill: The Shocking True Story of Charles Ng – One of North America's Most Horrific Serial Killers. Red Deer Press. ISBN 978-0-88995-209-6